# Quagliuzzo
Quagliuzzo är en ort och kommun i storstadsregionen Turin, innan 2015 provinsen Turin, i regionen Piemonte, Italien. Kommunen hade 330 invånare (2017).